# Leonard De Paur
Leonard De Paur (Summit, 18 novembre 1914 – Manhattan, 7 novembre 1998) è stato un direttore di coro, direttore d'orchestra, compositore ed amministratore artistico statunitense.

## Biografia
Leonard De Paur nacque a Summit, New Jersey da Hettie Carson de Paur e Ernst Leonard. I suoi studi musicali iniziarono al Manual Training Institute di Bordentown, nel New Jersey. Frequentò con Frederick Work, fratello di John Wesley Work II e zio di John Wesley Work III.

## Carriera
De Paur cominciò a comporre e ad arrangiare mentre era membro del Hall Johnson Choir. Cantava nella sezione baritonale e lavorò come assistente direttore insieme a Jester Hairston. Nel 1936 De Paur divenne il direttore musicale della Negro Unit del Federal Theatre Project di New York City. Durante questo periodo fu anche iscritto alla Columbia University e successivamente continuò a studiare presso l'Institute of Musical Arts, ora la Juilliard School.
Nel 1941 collaborò con il direttore d'orchestra Alexander Smallens e con il fisarmonicista orchestrale John Serry Sr. in una produzione oratoria dell'opera Four Saints in Three Acts di Virgil Thomson nel comune di New York City. De Paur si arruolò nelle forze aeree dell'esercito degli Stati Uniti nel 1942, fu promosso a tenente e divenne il direttore musicale della commedia Winged Victory. Durante un periodo nella fanteria, fu assegnato a un coro tutto maschile.
Il Coro di fanteria De Paur era composto da 35 uomini del 372° Glee Club. Le loro esibizioni consistevano in repertorio di canzoni d'arte, musica folk caraibica, spiritual, canti di lavoro e canzoni militari. Nel 1946 il Coro di fanteria De Paur firmò per il Columbia Artists Management e la  Columbia Records. Il coro ora era composto da uomini del 372° Glee Club, altri rami dei servizi armati e civili. Per dieci anni il Coro di fanteria di De Paur fu il gruppo più rappresentativo della Columbia. Nel 1957 De Paur chiuse il coro e creò il De Paur Opera Gala, che presentava Four Saints in Three Acts di Virgil Thomson, Porgy and Bess di George Gershwin e Carmen Jones di Oscar Hammerstein.
Nei primi anni '60 fu formato il De Paur Chorus per visitare 18 nazioni africane sotto l'Agenzia di informazione degli Stati Uniti. Poco dopo che il coro si sciolse nel 1968, De Paur divenne il direttore associato del Lincoln Center International Choral Festival. Pochi anni dopo fu nominato direttore delle relazioni con la comunità. Creò il Lincoln Center Out-of-Doors Festival e le Community Holiday Concert Series. Si ritirò dal Lincoln Center nel 1988.
Nel corso della sua carriera De Paur ha ricevuto la laurea honoris causa di musica dal Lewis and Clark College. Fu destinatario del Glee Club Award of Merit dell'Università della Pennsylvania e membro onorario del Morehouse College Glee Club.
De Paur morì a Manhattan il 7 novembre 1998.